# Compsotata elegantissima
Compsotata elegantissima är en fjärilsart som beskrevs av Achille Guenée 1852. Compsotata elegantissima ingår i släktet Compsotata och familjen nattflyn. Inga underarter finns listade i Catalogue of Life.